# Немченко Іван Васильович
Немченко Іван Васильович (літературні псевдоніми: Іван Не, Іван Івлянин, Іван Олійник, Іван Дойч, Іван Німчуган, Антін Гулецький, Ант Інгулецький ) – український письменник, літературознавець, краєзнавець, член Херсонського літературно-мистецького гурту «Малючок Степовичок», Херсонської обласної організації Національної спілки письменників України.

## Біографія
Народився 01 травня 1958 року у с. Лиманці Снігурівського району Миколаївської області. З 1965 по 1969 роки навчався у Лиманцівській початковій школі, потім, з 1969 по 1975 роки – у Кіровський середній школі (Херсонська область).
У 1979 році з відзнакою закінчив Херсонський державний педагогічний інститут, де навчався на філологічному факультеті.
З 1980 року працює у ХДПІ (нині Херсонський державний університет) викладачем. 
Перші твори І. Немченка були опубліковані у 1982 році.

## Твори
Поетичні збірки:
Засніженість (1996); Мамине сонечко (1996); Тече Інгулець (1997); Літописання дива (2003); Акровірши весни (2004), Квітка України (2005); Корсунські світанки (2007); Євангеліє від Кобзаря (2008); Шлях на Снігурівку (2014); Синічка з Вишнедвір’я (2017).
Проза:
Казка про Чайку Дніпрову (1998); Казки мого краю (2004); Військова хитрість (2007); драматична поема Світло надії (2007).
Також  І. Немченко є автором підручників з літератури рідного краю та української діаспорної літератури.

## Нагороди
- Літературна премія імені Миколи Куліша, 2007;

- Всеукраїнська літературна премія ім. Яра Славутича, 2009[5].